# Julius Sandt

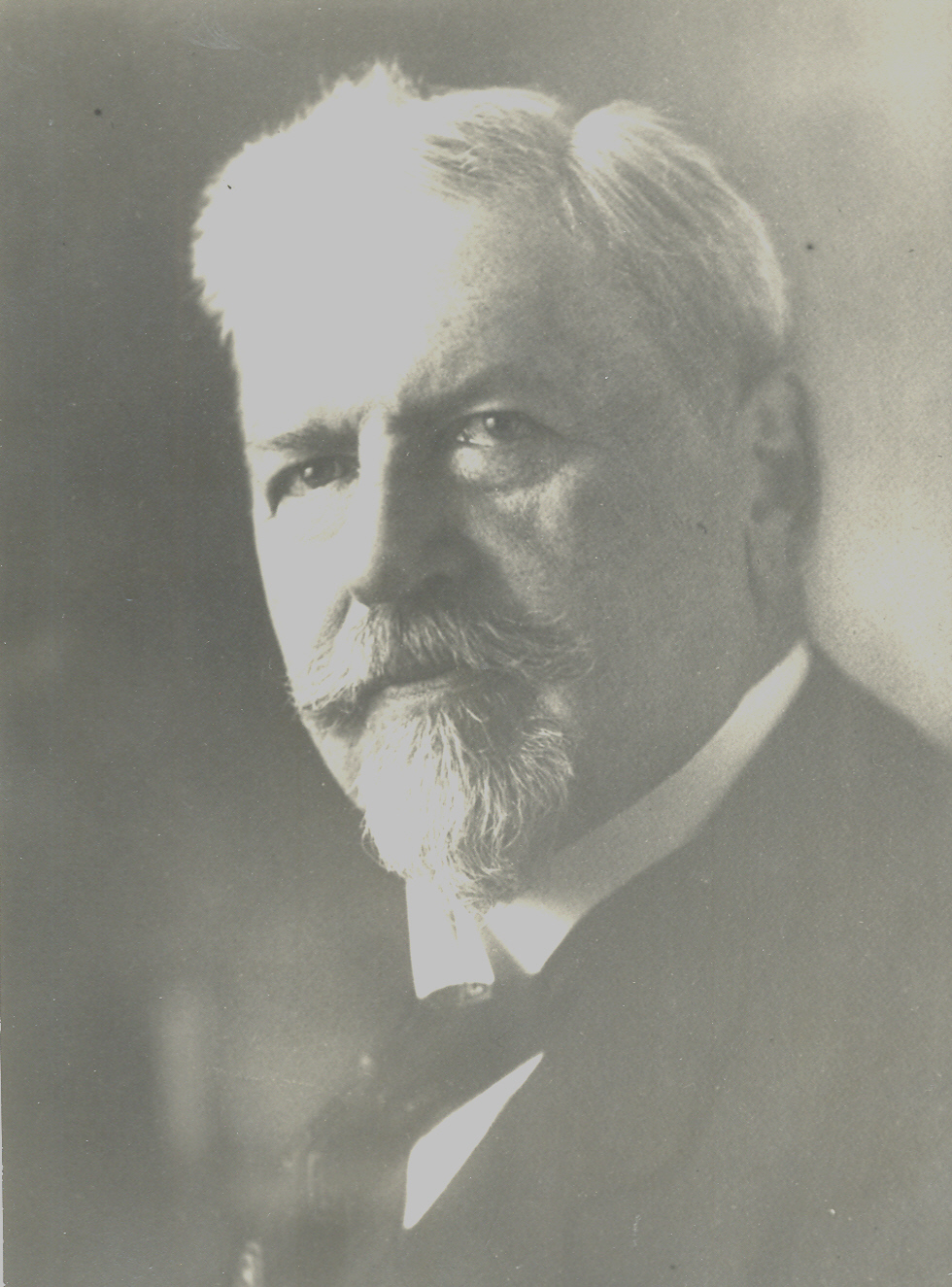
Julius Sandt

Karl Julius Sandt (* 8. Februar 1856 in Löbau, Königreich Sachsen; † 23. September 1928) war ein deutscher Unternehmer und Brauereidirektor. Er gilt als einer der wichtigsten Förderer der Stadt Löbau während der Gründerzeit.

## Leben

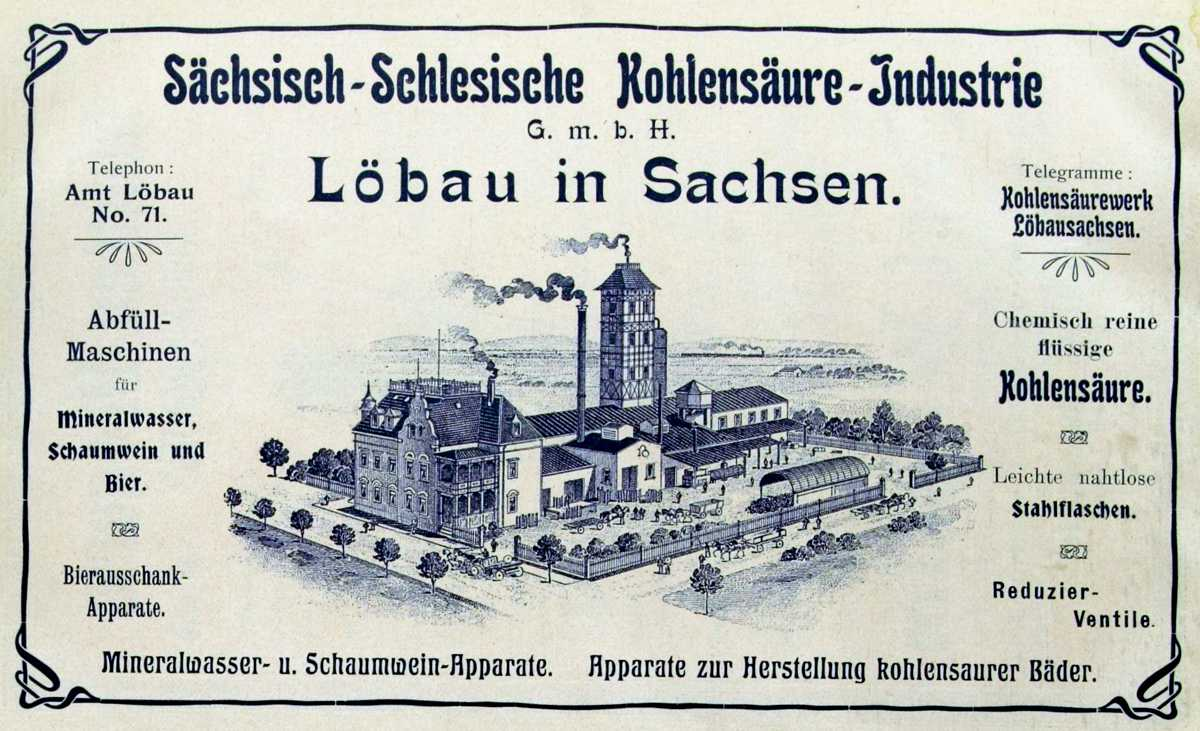
Sächsisch-Schlesische Kohlensäure-Industrie (1906), deren Betreiber Sandt ab 1896 war.

Sandt wurde 1856 in armen Verhältnissen geboren. Er besuchte in seiner Heimatstadt Löbau zunächst die dreiklassige Armenschule, erhielt aufgrund seines großen Fleißes und Potentials von seinen Lehrern eine spezielle Förderung. Im Alter von 14 Jahren begann er 1870 eine Lehre zum Kaufmann. 1871 erhielt er eine Anstellung in der Löbauer Actien-Brauerei, deren Direktor er 1879 wurde. Unter seiner Leitung gelang eine Absatzsteigerung des Löbauer Biers. 1890 gründete er die Actien-Malzfabrik, ab 1896 betrieb er die Sächsisch-Schlesische Kohlensäure-Industrie in Löbau. 1920 trat er in den Ruhestand.
1891 begann er die Idee von Karl Benjamin Preusker, ein Stadtmuseum für seine Heimatstadt zu gründen, intensiver zu verfolgen. In der Rolle des Vorsitzenden des 1892 gegründeten Bürgervereins trieb er diese Idee maßgeblich voran. Am 24. August 1893 gelang es ihm, die gesamte Mitgliederschaft des Bürgervereins von der Idee zu überzeugen. Erste Zielstellung war die Umsetzung einer Altertumsausstellung auf deren Basis anschließend das Museum gegründet werden sollten. Insgesamt 750 Objekte wurden für die erste Ausstellung, die in der zweiten Etage des Löbauer Rathauses stattfand, zusammen. Im Ausstellungszeitraum vom 3. bis 15. Mai 1894 besuchten 1.208 Erwachsene und 394 Schüler die Ausstellung. In der Folge beschloss der Stadtgemeinderat am 27. Juli 1894 die Gründung des Stadtmuseums. Sandt leitete das Museum bis zu seinem Tod als ehrenamtlicher Museumsdirektor.
Sandt galt als Vertrauensmann des Kultusministeriums, war Gründer eines Amateurphotographen-Vereins und engagierte sich als Mitglied eines Gesangsvereins. Er war am Aufbau der Löbauer Bank beteiligt und war in dieser Mitglied (1892–1919) sowie Vorsitzender (1915–1919) des Aufsichtsrates. 1918 rief er eine Stiftung ins Leben, die jungen Leuten mit Interesse für Stenografie galt. Sandt soll Initiator für verschiedene Denkmale in der Stadt Löbau gewesen sein, so unter anderem für das Kaiser-Wilhelm-Denkmal am Fuße der heute als Friedenhains bekannten Parkanlage.
1896 ließ er sich ein Haus an der heutigen Löbauer Breitscheidstraße, die Villa Sandt, errichten. Diese bezog er gemeinsam mit seiner Familie im Jahr 1911. Julius Sandt verstarb am 23. September 1928.